# Tolka Park
Het Tolka Park is een multifunctioneel stadion in Dublin, de hoofdstad van Ierland. Het stadion wordt vooral gebruikt voor rugby- en voetbalwedstrijden, de voetbalclub Shelbourne FC maakt gebruik van dit stadion. Tot 1989 maakte ook Home Farm FC gebruik van dit stadion. In het stadion is plaats voor 9.681 toeschouwers. Het stadion werd geopend in 1953 en gerenoveerd in 1999.

## Internationale toernooien
In 2000 werden er in dit stadion wedstrijden gespeeld voor het Wereldkampioenschap rugby league 2000. In 2019 wordt van dit stadion gebruik gemaakt voor voetbalwedstrijden op het Europees kampioenschap voor mannen onder 17.
Dalymount Park (Bohemian FC) ·
Finn Park (Finn Harps FC) ·
Oriel Park (Dundalk FC) ·
Richmond Park (St. Patrick's Athletic FC) ·
Ryan McBride Brandywell Stadium (Derry City FC) ·
Showgrounds (Sligo Rovers FC) ·
Tallaght Stadium (Shamrock Rovers FC) ·
Tolka Park (Shelbourne FC) ·
Turners Cross (Cork City FC) ·
Waterford Regional Sports Centre (Waterford FC)
Athlone Town Stadium (Athlone Town FC) ·
Bishopsgate (Longford Town FC) ·
Carlisle Grounds (Bray Wanderers AFC) ·
Eamonn Deacy Park (Galway United FC) ·
Ferrycarrig Park (Wexford FC) ·
St. Colman's Park (Cobh Ramblers FC) ·
Stradbrook Road (Cabinteely FC) ·
Tallaght Stadium (Shamrock Rovers FC II) ·
UCD Bowl (University College Dublin AFC) ·
Head in the Game Park (Drogheda United FC) ·